# Territorio comanche
Territorio Comanche és una pel·lícula co-produïda per Espanya, Argentina, França i Alemanya dirigida el 1997 per Gerardo Herrero i basada en la novel·la homònima d'Arturo Pérez Reverte, que descriu una història d'amistat entre dos periodistes espanyols i una reporter argentina destinats a Sarajevo.

## Sinopsi
Ambientada en el Sarajevo de la primera meitat dels anys 1990, durant la Guerra de Bòsnia, la pel·lícula relata el dia a dia en aquest ambient bèl·lic de l'ambiciosa periodista Laura Riera que pretén impulsar la seva carrera a través de les cròniques del conflicte, així com les seves relacions amb el periodista Mikel i el càmera José, homes tots dos de principis arrelats.

## Protagonistes
- Imanol Arias - Mikel Uriarte
- Carmelo Gómez - José
- Cecilia Dopazo - Laura Riera
- Mirta Zecevic - Jadranka
- Bruno Todeschini - Olivier
- Gastón Pauls - Manuel
- Natasa Lusetic - Helga
- Ecija Ojdanic - Jasmina
- Javier Dotú - Andrés
- Iñaki Guevara - Carlos
- Ivan Brkić - Franctirador
- Vedrana Bozinovic - Dona violada
- Anne Deluz - Càmera d'Olivier

## Palmarès cinematogràfic
XII Premis Goya
| Categoria                    | Persona                          | Resultat |
| ---------------------------- | -------------------------------- | -------- |
| Millor direcció de producció | Yousaf Bokhari                   | Nominat  |
| Millors efectes especials    | Reyes Abades Emilio Ruiz del Río | Nominat  |

Nominada a l'Os d'Or al 47è Festival Internacional de Cinema de Berlín.
Premi especial UNESCO per Gerardo Herrero al Festival de Cinema de Gramado.